# Mauzoleum v Halikarnassu

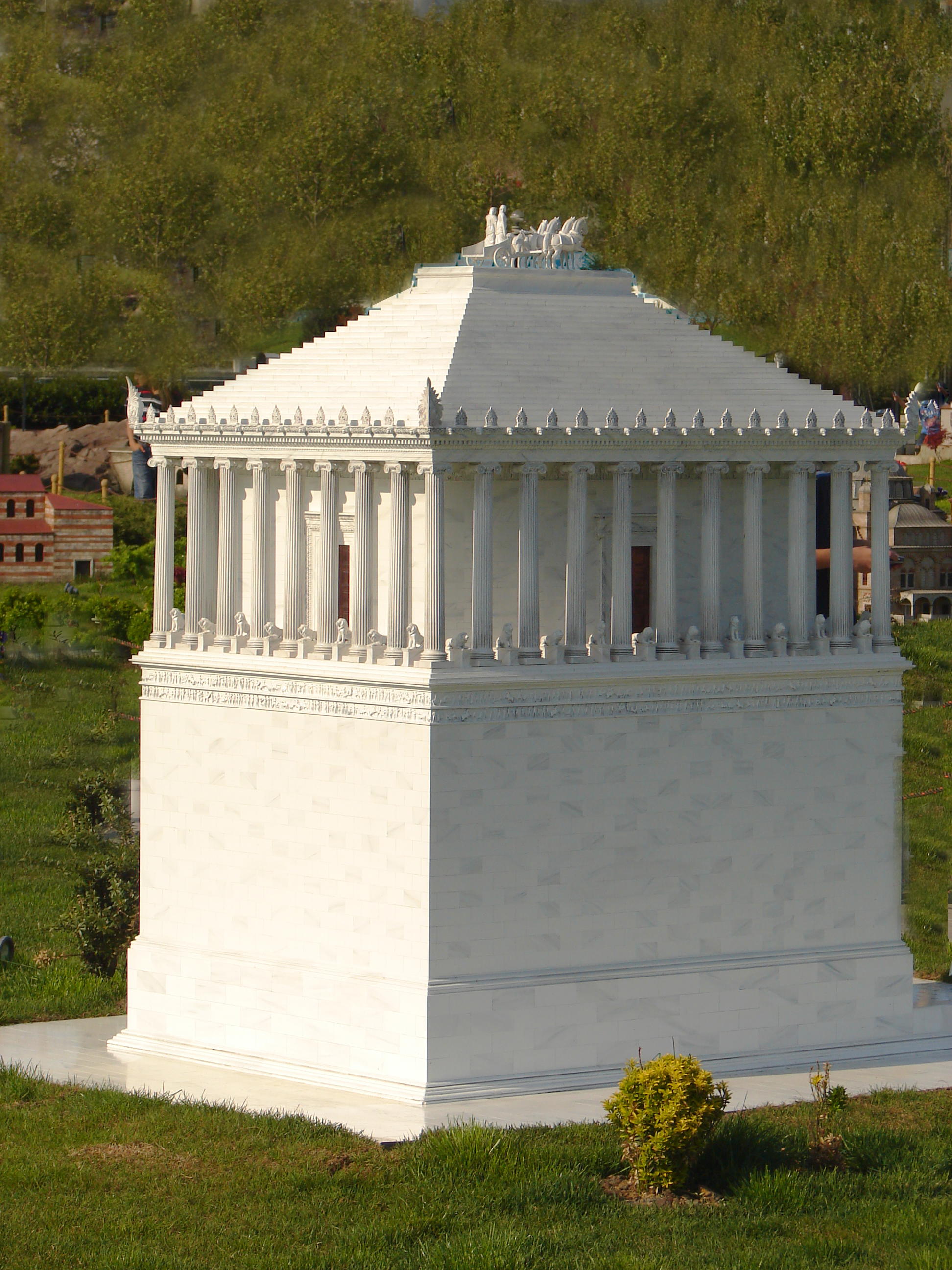
Model Mauzolea

Mauzoleum v Halikarnassu nebo též Mausólova či Maussóllova hrobka (řecky Μαυσωλεῖον Ἁλικαρνασσεύς, Mausóleion Halikarnasseús, Μαυσωλεῖον τοῦ Ἁλικαρνασσοῦ) byla monumentální hrobka, kterou dal vybudovat perský satrapa Mausólos se svou ženou a sestrou Artemísií v letech 353–350 př. n. l. v Halikarnassu (současné Bodrum v Turecku). Ve starověku se počítalo mezi sedm divů světa.

## Historie
Podnět pro výstavbu Mausolea měla vydat Artemísia, manželka satrapy Mausóla, který byl vládcem Kárie v letech 377–353 př. n. l. Po Mausólově smrti Artemisia ve stavbě pokračovala, sama se však jejího dokončení nedožila. Umělci na stavbě pokračovali proto, že již při její realizaci tušili, že je toto dílo proslaví. Dokončená stavba byla považována za triumf estetiky a jako taková byla Antipatrem ze Sidónu zařazena do seznamu Sedmi divů světa.
Jako architekti jsou určeni Satyros a Pýtheos, který kromě Mausolea zbudoval ještě Athénin chrám v Priéně a napsal teoretický spis o architektuře. O tom, kdo tvořil výzdobu, nás informuje Plinius starší – na východní straně to byl Skopás, na severní Bryaxis, na jižní Timotheos a na západní Leochares. Zmiňuje se také o pátém umělci – Pythovi, který měl vytvořit mramorové čtyřspřeží. Jiný výčet umělců uvádí Vitruvius, a to Leochara, Bryaxida, Skopu a Praxitela, přičemž se zmiňuje i o Timotheovi.
Ze záznamů Konstantina Porfygerogenita je známo, že v 10. století n. l. hrobka ještě stála. Ve 12. století ji však zčásti zničilo zemětřesení – paradoxně tímto bylo před Křižáky zachráněno několik soch, které byly zasypány. Křižáci začali hrobku rozebírat pro stavbu hradu/pevnosti proti Turkům, čímž byla dokončena její zkáza. Nicméně Bodrum padl do rukou Turků v roce 1522. V současnosti jsou na místě hrobky archeologické vykopávky a malé muzeum.
Stavba byla tak velkolepá, že slovo mauzoleum přešlo do obecného jazyka jako označení pro jakoukoliv velkou hrobku, ačkoli původně spojení slov Mausól - eion znamenalo (stavba) věnovaná Maussólovi.

## Vzhled Mausolea
Monument byl vysoký 45 metrů, měl obdélníkový půdorys, kdy dvě protilehlé strany byly delší a dvě kratší, což uvádí Plinius starší – „Je jasné, že z jihu a severu má 63 stop, po stranách (je) kratší, celkem „v obvodu“ (okolo) má 440 stop.“ Není však jasné, jaká byla délka stopy, kterou měl Plinius na mysli – římská stopa (tedy z jeho doby) měří obvykle 29,57 cm, mohl však mít na mysli délku stopy z doby výstavby Mausolea, kterou neznáme. Při pohledu na stavbu od spodu nahoru vidíme na podstavci tyčící se chrám obsloupený 36 iónskými sloupy, mezi nimiž byly umístěny kolosální sochy. Střecha stavby měla podobu egyptské pyramidy a byla složena z 24 stupňů. Pod jakým úhlem byla střecha vedena, není dosud jasné. Střecha je zakončena plošinou, kde mělo být umístěno sousoší vozu taženého čtyřspřežím (tzv. quadriga), jehož otěže držel Mausólos se svojí ženou Artemisií.

## Rekonstrukce Mausolea

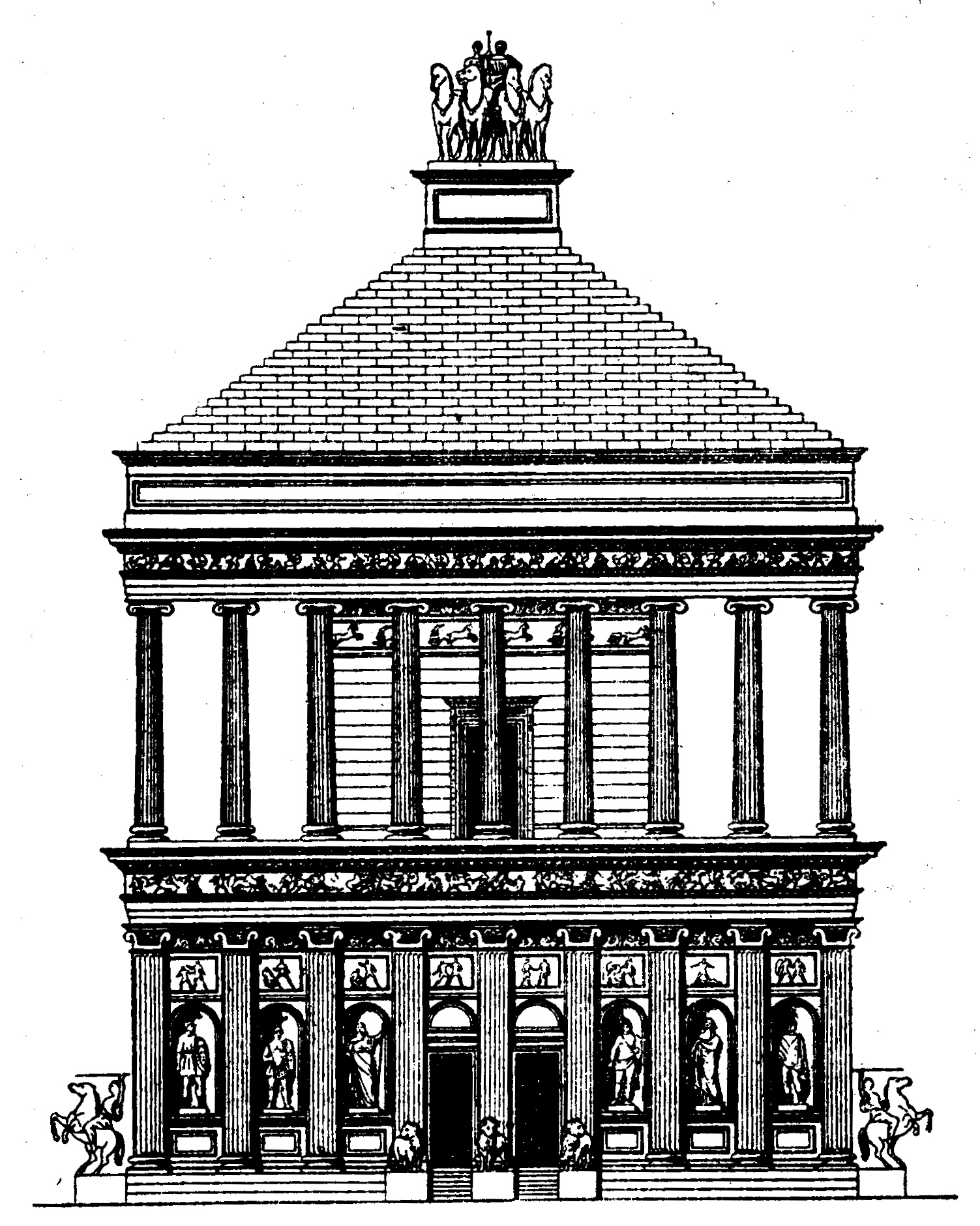
Nákres rekonstrukce Mausolea

Mausoleum bylo objeveno v letech 1856–57 expedicí vedenou archeologem Charlesem Thomasem Newtonem. Do té doby byly rekonstrukce tvořeny jen na základě fantazie spojené s popisy Plinia a jiných antických autorů. Rekonstrukcí se zabývali vědci Geoffrey Waywell, Kristian Jepessen, Fritz Krischen a Wolfram Hoepfner. Objevené sochy a vlysy z vykopávek na místě a dále na bodrumském hradu jsou dnes většinou uloženy v Britském muzeu. Na konci 20. století proběhl revizní archeologický průzkum, který vedli dánští archeologové. Byly objeveny pozůstatky starších hrobek v sousedství a fragmenty 4 soch z Mauzolea. Na okraji naleziště byl zbudován pavilón, kde je dokumentována historie památky, pokusy o její rekonstrukci, kopie nalezené sochařské výzdoby a dílčí originální fragmenty.

### Rekonstrukce podle Geoffreyho Waywella
Waywell určil rozměry hrobky na 32x26 metrů. Osy sloupů jsou od sebe vzdáleny na 3 metry. Volně stojící sochy na hrobce rozdělil do 3 kategorií, a to – sochy v životní velikosti, sochy heroické a sochy kolosální. Každá kategorie soch byla podle něj umístěna na jednom stupni pódia. Sochy v životní velikosti znázorňující bitvu mezi Řeky a Peršany byly na prvním stupni a vysoké byly 1,8 m. Heroické sochy zabíraly se svojí výškou 2,4 m druhý stupeň a byly v řeckém nebo orientálním oděvu. Kolosální sochy vysoké 2,7–3 m byly na posledním stupni a mezi ně měly patřit sochy 3 m vysoké sochy Mausóla a Artemisie a k tomu výjevy obětní a lovecké scény. Základna střechy byla lemována skupinou lvů, kteří byli poskládání v jedné řadě symetricky pochodující směrem do středu proti sobě. Celému monumentu dominuje na vrcholku vůz tažený čtyřspřežím.

### Rekonstrukce podle Kristiana Jeppesena
Jeppesen se s Waywellem shoduje na rozměrech hroby 32x26 metrů. Na delší straně mělo být 11 sloupů s rozestupy 2,88 metrů, na kratší straně 9 sloupů s mezerami 3 metry. Kolosální sochy umísťuje na první stupeň pódia, sochy v životní velikosti na druhý stupeň a heroické na střechu i se sochami lvů, kteří jsou vždy po dvojicích hlavami naproti sobě. Za každý pár sloupů umísťuje jednu mužskou kolosální sochu, kterou doprovázejí menší sochy žen mezi sloupy. Jeppesen navíc vytvořil rekonstrukce akrótéria, které mělo vyobrazovat bohyni Létó a jejích syna Apollóna při vyvražďování Niobiných dětí. Dále pro něj mělo existovat schodiště uprostřed hrobky vedoucí až do pteronu. Charakteristické pro jeho rekonstrukci je použití modrého vápence.

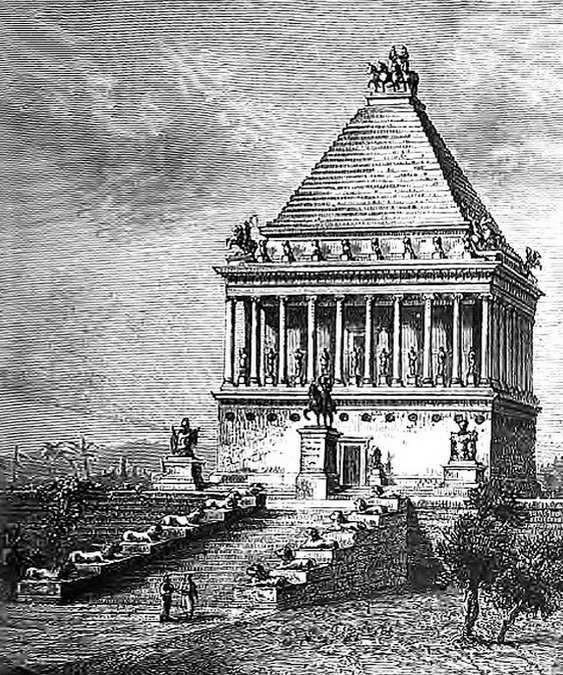
Návrh Mausolea

### Rekonstrukce podle Wolframa Hoepfnera a Fritze Krischena
Hoepfner a Krischen vychází z údajů z Pliniova díla, Krischen upravil délku hrobky tak, aby mu seděla do jeho teorie. Hoepfner určil rozměry hrobky na 38x32 metrů. Prostor pteronu zaplnil druhou řadou sloupů a na západní a východní stranu umístil k vnější straně celly vždy po 3 sloupech, čímž vytvořil dojem hloubky síně. Výšku monumentu rozdělil na 3 stejné části. První bylo podium, a to od úpatí krépidy po první část vrcholu podia. Druhou část tvořila vzdálenost od vrcholu podia po vrcholek simy. Třetí část byla od vrcholu simy po hlavu sochy stojící na voze na vrcholu Mausolea.
Krischen a Hoepfner ve své rekonstrukci mají oproti ostatním rekonstrukcím širší mezery mezi sloupy, spočívajících na stupňovitém stylobatu. Tím pádem už nevkládají schodky na podium. Ve své rekonstrukci nedokázali nebo spíše se jim nedaří umístit převážnou většinu volně stojících soch na Masouleu, a proto se domnívají, že volně stojící sochy stály podél cesty okolo monumentu. Avšak toto tvrzení zatím nikdo nepotvrdil ani písemně, ani archeologickým výzkumem. Dále podle jejich rekonstrukce měla být na delších stranách po obvodu zdi celly římsa s kolosálními sochami a mezi sloupy umístili heroické sochy. Krischen začal studovat Mausoleum trochu později a nakonec ve své rekonstrukci dospěl k názoru, že iónské kladí vlys nemělo.

### Pohřební komora
Pohřební komora byla jednou místností tohoto monumentu. Uvnitř byl vlys zobrazující vozataje při závodech. Existují dvě rekonstrukce vlysu – na jednom je závod čtyřspřeží, na druhém má vlys modré pozadí a šlo o závody dvojspřeží. Teorii, že vlys s jezdci se nacházel v pohřební komoře, zastává Hoepfner, ale je také na místě podotknout, že nalezené počty bloků a jejich velké rozměry jsou v rozporu s jeho teorií. Dále jeho teorie uvádí, že do hrobky se dalo dostat skrytým vchodem z pteronu, a když jste do hrobky vstoupili, mohli jste spatřit vysoko klenutý strop, který končil v pyramidě. Jeppesen však Hoepfnerovu teorii vyvrací a poukazuje na to, že bez nosných trámů, které by spojovaly horní části zdí, by se mohla celá pyramida pod tíhou čtyřspřeží, které je umístěno na jejím vrcholu, zbortit.

## Volné plastiky

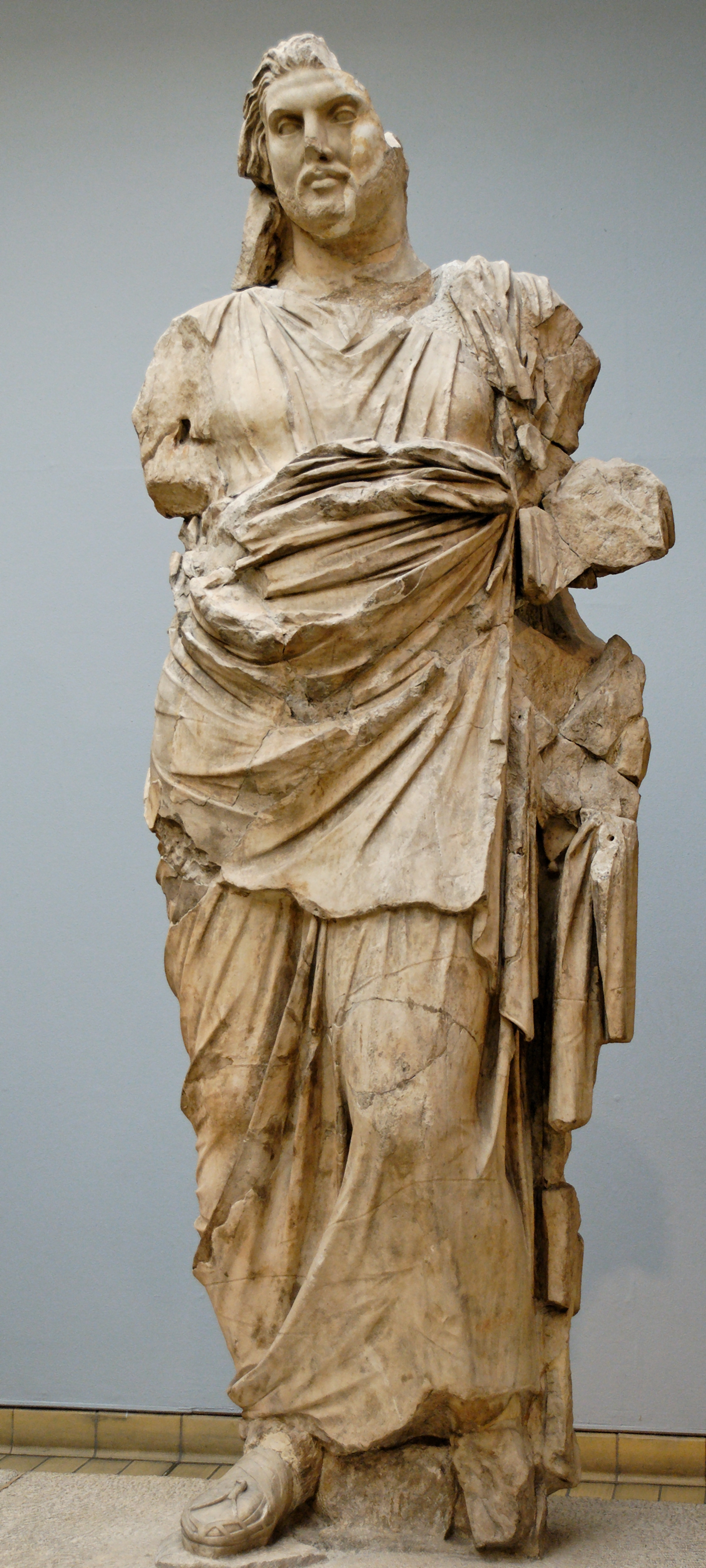
Socha Maussolla

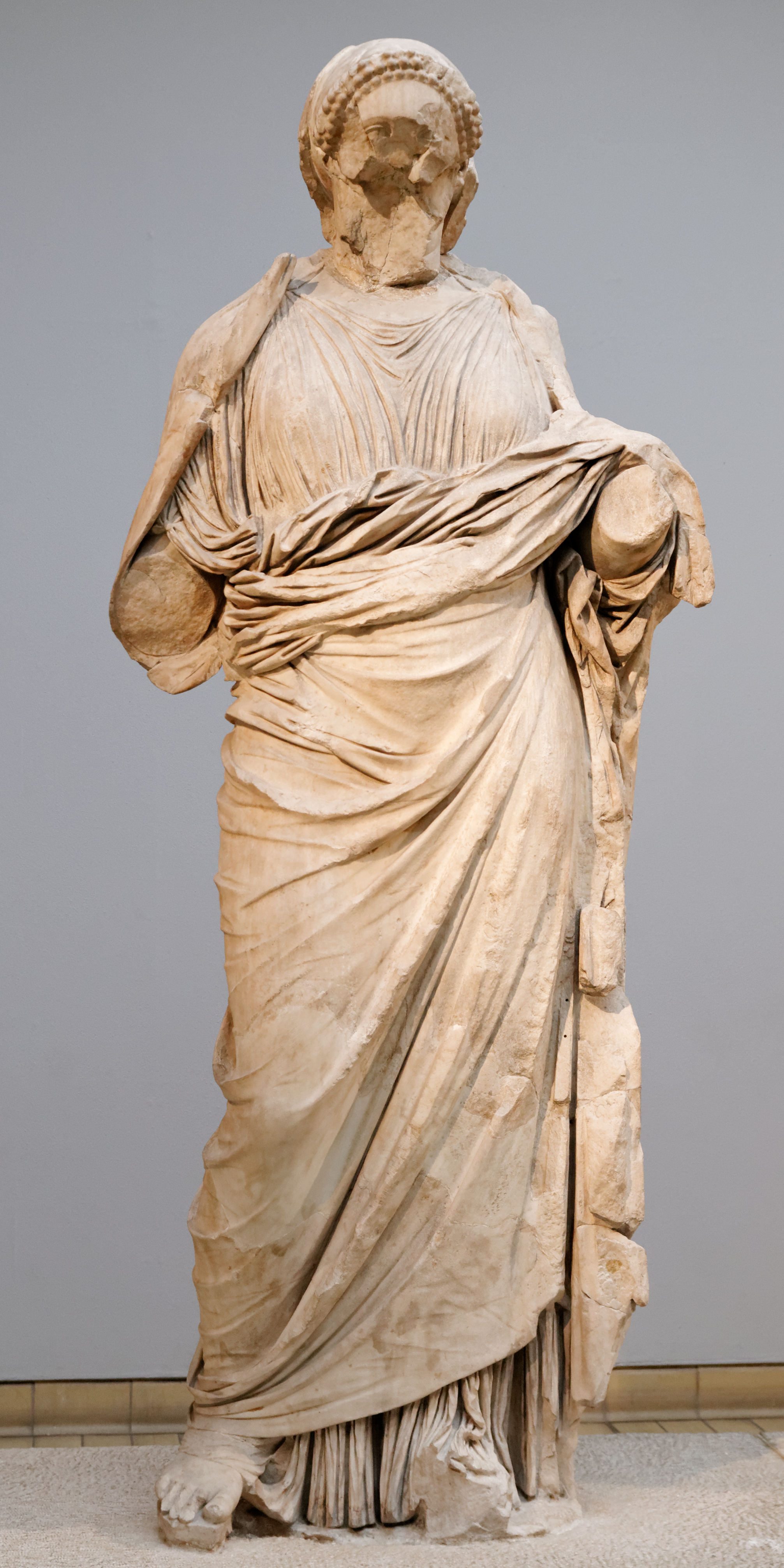
Socha Artemisie

V Britském muzeu se nacházejí sochy Mausóla, Artemisie a různé jiné fragmenty různých velikostí. Mezi ty větší patří socha koně patřící možná do skupiny čtyřspřeží na vrcholu hrobky a socha lva. Celkem jsou nalezeny části z asi 20 soch lvů.
Ze sochy Maussolla je dobře zachována hlava s vousy a výraznými rty odpovídající orientálnímu vyobrazení. Masivní tvář lemují dlouhé zvlněné vlasy. Muž je oděný do dlouhé tuniky, přes niž je v pase nařasený himation, neboli svrchní obdélně střižení vlněný plášť. Hlava a krk jsou odděleny a vyrobeny z parského mramoru, zbytek těla je z mramoru pentelského.
Ze sochy Artemisie není dochována tvář. Vlasy jsou kudrlinky jako lemující obličej, jinak jsou překryté pokrývkou hlavy. Oděna je v chitonu v řeckém stylu svázaném na ramenech a přes něj má přehozený himation, který drží levou paží. Socha je vyrobena z jednoho kusu pentelského mramoru.
Podle fragmentů se usuzuje, že na Mausoleu byly tři typy vlysů. Nejlépe dochovaný je vlys s Amazonomachií. Na dalším je vyobrazena Kentauromachie a na posledním již zmiňovaný vlys s jezdci.

## Galerie

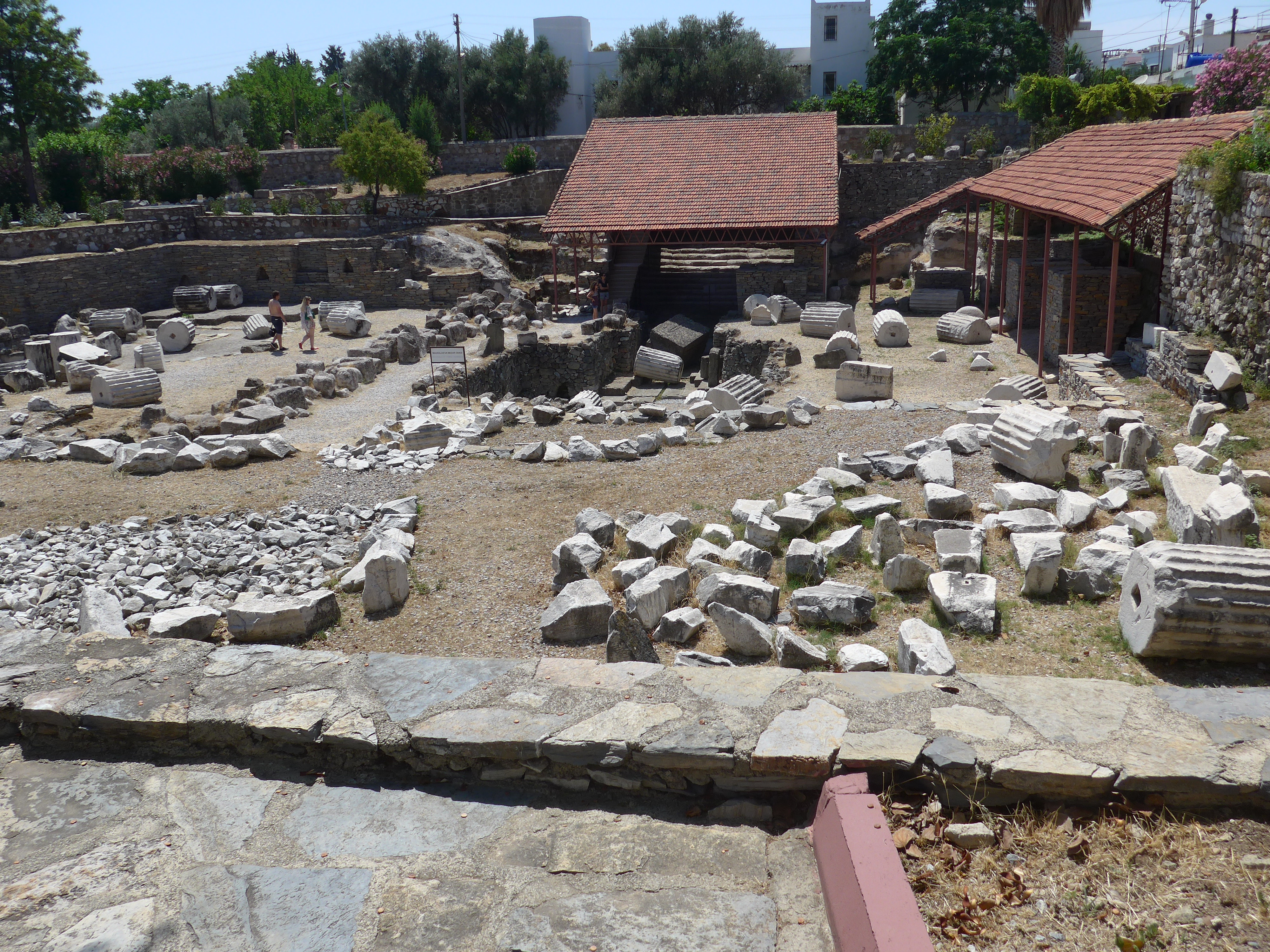
Bodrum, vykopávky Mauzolea, celkový pohled
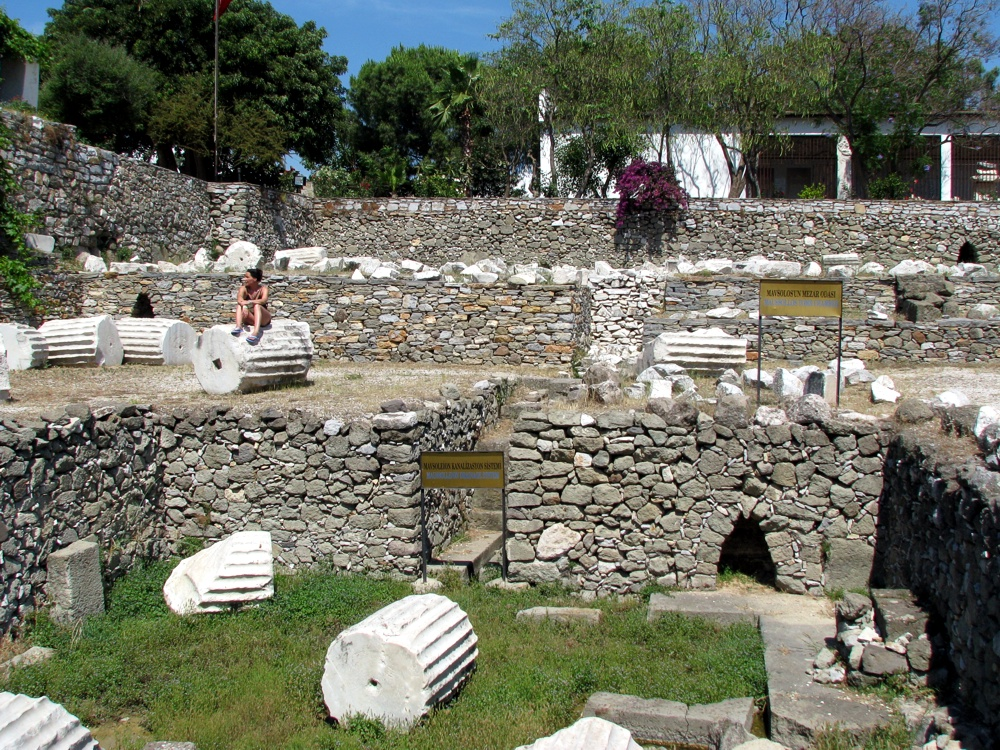
Bodrum, pohled do hrobní komory Mauzolea
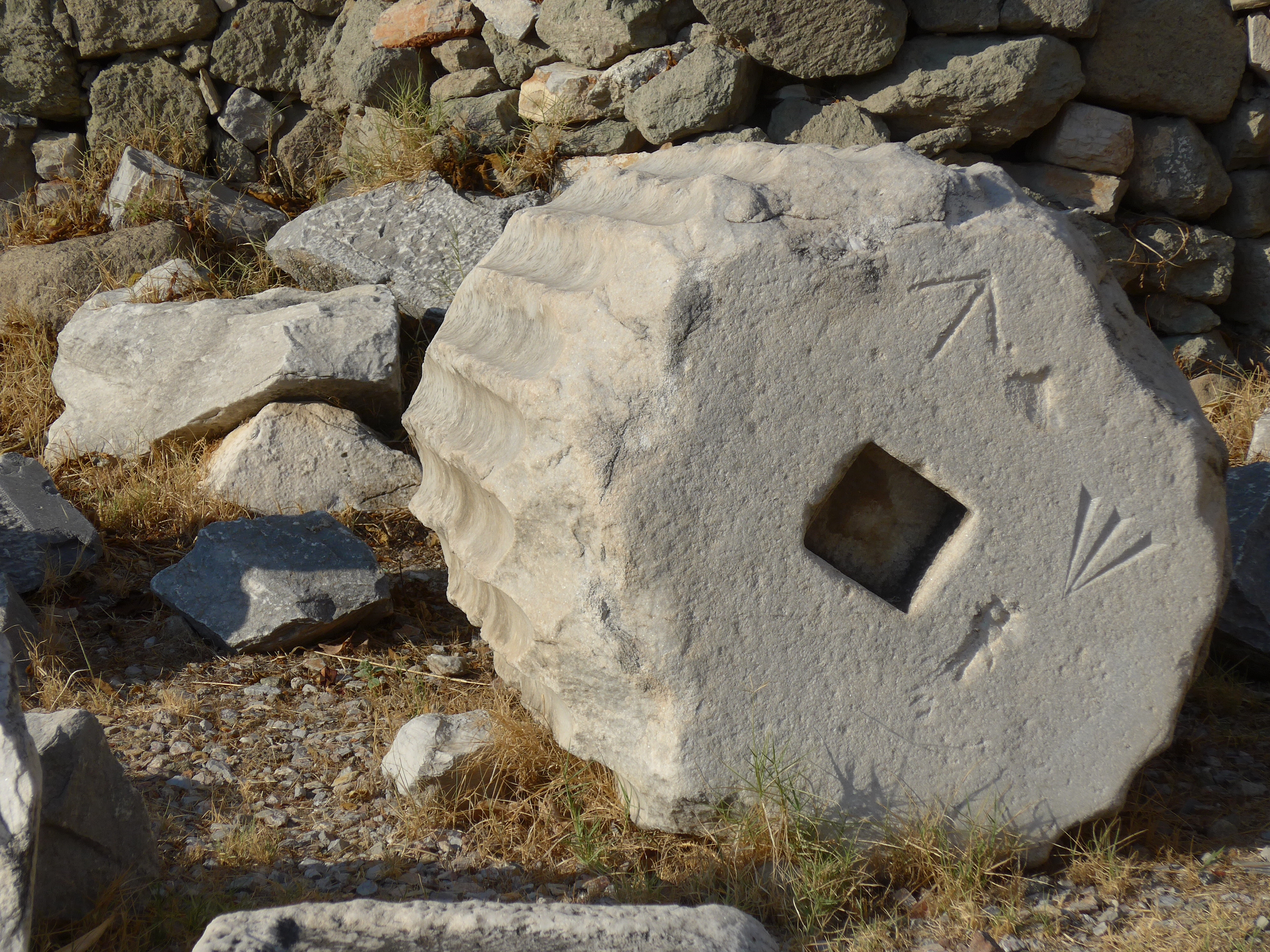
Bodrum, fragment sloupu s kamenickými značkami
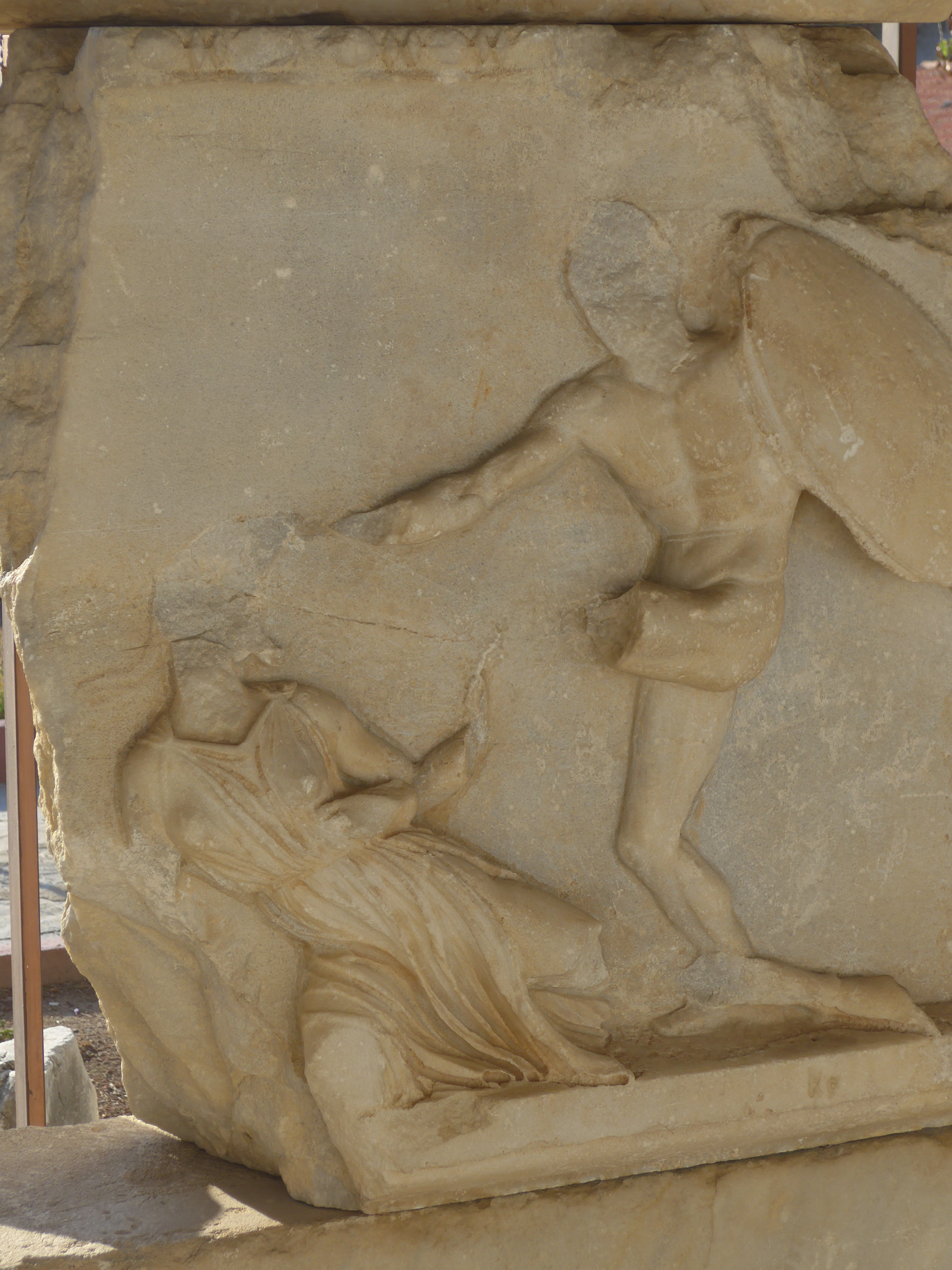
Bodrum, fragment sochařské výzdoby Mauzolea